# Palazzo Monsignani
Palazzo Monsignani chiamato anche "palazzo Lombardini-Monsignani", è un palazzo del centro di Forlì.

## Storia
Fu in origine proprietà della famiglia Lombardini (alla quale appartenne Bartolomeo Lombardini, medico degli Ordelaffi) e passò poi come dote matrimoniale alla famiglia Monsignani, e all'estinzione di questi, nel 1749, passò a un ramo della famiglia Morattini. 
Nella seconda metà del Settecento venne grandemente trasformato. In precedenza era lambito da un fossato proveniente dal canale di Ravaldino che alimentava un mulino.
Infine è divenuto sede dell'Istituto delle Suore dorotee. Nel 1936 parte del terreno retrostante fu espropriato dal comune per prolungare via Episcopio fino alla chiesa di San Biagio e venne realizzato un nuovo muro di recinzione.
Nel 1986, papa Giovanni Paolo II, nel corso della sua visita Forlì, riposò nell'appartamento al pianoterra e le suore hanno lasciato nella stanza ogni cosa come si trovava.

## Descrizione
La facciata è completamente priva di decorazioni, mentre all'interno le sale sono riccamente decorate.
Al piano terra si trovano le sale "di Demetra" e "di Artemide", affrescate dal pittore forlivese Annibale Marabini. Lo scalone presenta i pianerottoli coperti da volte a ombrello.
Al piano nobile un salone doppio venne realizzato nelle trasformazioni settecentesche e fu affrescato dal pittore e architetto bolognese Angelo Zaccarini (Apoteosi di Romolo, sulla volta); vi furono inoltre collocate due tele del forlivese Antonio Belloni (Uccisione di Romolo e Ratto delle Sabine). In una sala adiacente sono custodite altre tre tele di Zaccarini, Vedute prospettiche di Roma, in origine un gruppo di quattro. Nella galleria al centro della volta è affrescato il Trionfo di Venere del forlivese Giacomo Zampa, con decorazioni intorno ancora dello Zaccarini. Al rientro di un viaggio a Roma, pagatogli dai Monsignani per perfezionare la propria tecnica, lo Zampa realizzò quattro ovali (Il pastore Faustolo e i gemelli Romolo e Remo, Saul unto re dal profeta, Davide e Saul e La morte di Saul) e insieme a Zaccarini decorò ancora un'altra sala con una allegoria del tempo, rappresentato dall'anziano Saturno circondato da putti; agli angoli della volta finte nicchie a forma di conchiglia ospitavano le stagioni, raffigurate come quattro putti.
Il cortile quadrangolare interno del palazzo ha un porticato a quattro campate, sorrette da colonne di pietra con capitelli compositi, su uno dei quali compare lo stemma della famiglia Monsignani.